# Ana Costa Freitas
Ana Maria Costa Freitas é uma académica portuguesa, que foi reitora da Universidade de Évora, Portugal, entre 2014 e 2022.

## Formação Académica
Professora Catedrática do Departamento de Fitotecnia, Escola de Ciências e Tecnologia da Universidade de Évora.
Licenciada em Agronomia pelo Instituto Superior de Agronomia, UTL (1978) e doutorada em Biotecnologia Alimentar pela Universidade de Évora (1988). Em 2002 apresentou provas de agregação em Técnicas Cromatográficas em Indústria Alimentar na Universidade de Évora.

## Carreira Profissional
Antes de ser Reitora da Universidade de Évora desempenhou inúmeros cargos de relevo. Foi Conselheira no Gabinete de Conselheiros Políticos do Presidente da Comissão Europeia, em Bruxelas, entre 2011 e 2013. Foi membro do Conselho Geral da Universidade de Évora de dezembro de 2012 a outubro de 2013. De 2006 a 2010 foi vice-reitora da Universidade de Évora, com o pelouro Académico. 
De 2005 a 2006 (três meses) foi Vice-Presidente do Conselho Científico da Universidade de Évora. Entre 2004 a 2006, Vice-Presidente do Instituto de Ciências Agrárias Mediterrânicas, Universidade de Évora. De 2004 a 2005, Vice-Presidente do Conselho Diretivo da Área Departamental de Ciências Agrárias, Universidade de Évora. Entre 2004 a 2006, Vice-Presidente do Conselho Científico da Área Departamental de Ciências Agrárias, Universidade de Évora. De 2004 a 2006, Presidente do Departamento de Fitotecnia, Universidade de Évora. Em 2002 integrou como Professora Associada o Departamento de Fitotecnia da Universidade de Évora. De 1999 a 2002 coordenou a linha de Investigação de Química Bio-Orgânica e Analítica da Área da Química do Centro de Química Fina e Biotecnologia (CQFB) da Faculdade de Ciências e Tecnologia da Universidade Nova de Lisboa e entre 1998 e 2001 foi consultora científica da firma Dias de Sousa Lda. para a área cromatográfica. Entre 1986 a 2002 foi Professora Auxiliar no Departamento de Química da Faculdade de Ciências e Tecnologia da Universidade Nova de Lisboa.

## Reitora da Universidade de Évora
Reitora da Universidade de Évora, eleita pela primeira vez para o quadriénio 2014-18 e para um segundo mandato em 2018. O Reitor da Universidade é o órgão superior de governo e de representação externa da Instituição. O Reitor é o órgão de condução da política da Instituição e preside ao Conselho de Gestão. É coadjuvado por vice-Reitores e pró-Reitores.
Enquanto Reitora, tem desempenhado uma intensa atividade em cargos de gestão: 2018 - eleita pela Assembleia Geral do PRIMA Foundation como membro do Steering Committee; 2017 -... Membro da Comissão Permanente do Conselho de Reitores das Universidades Portuguesas (CRUP); 2018 -... Representante de Portugal no Steering Committee do PRIMA (Partner Research and Innovation for the Mediterranean); 2016 -... Representante de Portugal na Assembleia Geral do PRIMA; Abril de 2017 - Selecionada pela Comissão Europeia, sob proposta do governo Português, para fazer parte do Selection Committee para selecção do Director Geral e sub-Director Geral do PRIMA FOUNDATION; 2015 - Responsável, em representação do CRUP, no Gabinete CRUP/CRUE (Conselho de Reitores das Universidades Espanholas) em Bruxelas; 2014 - ... Membro, por convite, do High Level Group for Higher Education -DG Research – Comissão Europeia; 2014-2017 Membro da Comissão Permanente do Conselho de Reitores das Universidades Portuguesas (CRUP).
Defende que é necessário passar rapidamente de uma sociedade 4.0, em que estamos, para uma sociedade 5.0, em que centremos políticas e decisões na procura do bem-estar da sociedade.  Sublinha a necessidade de "uma mudança revolucionária contínua" para as universidades e a adopção de um modelo que "deverá apostar “nos valores humanos”. Para tal, é necessário, na sua opinião, “valorizar, ouvir, aprender e entender os outros, e nunca esquecer que são os nossos valores, o nosso julgamento, a nossa empatia, a nossa escuta e o nosso entendimento que nos tornam humanos”."
É a primeira mulher Reitora da Universidade de Évora. 
Escreve com regularidade no jornal Público e participa das atividades da European Women Rectors Association (EWORA).
Cessou funções como reitora da Universidade de Évora em 2022.
A 16 de maio de 2023, foi agraciada com o grau de Grã-Cruz da Ordem da Instrução Pública.